# Бурцево (Кимрский район)
Бурцево — деревня в Кимрском районе Тверской области. Входит в состав Приволжского сельского поселения.

## География
Находится в юго-восточной части Тверской области на расстоянии приблизительно 15 км на север-северо-восток по прямой от районного центра города Кимры на правом берегу Волги.

## История
Известна с 1771 года как владение помещика Мещенцева. В 1851 году учтено было 3 двора. В 1859 году здесь (деревня Калязинского уезда Тверской губернии) было учтено также 3 двора.

## Население
Численность населения: 17 человек (1851), 20 (1859), 0 в 2002 году, 1 в 2010.